# اچ‌ام‌اس لایولی (۱۹۰۰)
اچ‌ام‌اس لایولی (۱۹۰۰) (به انگلیسی: HMS Lively (1900)) یک کشتی بود که طول آن ۲۱۹ فوت (۶۷ متر) بود. این کشتی در سال ۱۹۰۰ ساخته شد.